# Poiseux
Poiseux är en kommun i departementet Nièvre i regionen Bourgogne-Franche-Comté i de centrala delarna av Frankrike. Kommunen ligger i kantonen Guérigny som tillhör arrondissementet Nevers. År 2022 hade Poiseux 329 invånare.

## Befolkningsutveckling
Antalet invånare i kommunen Poiseux
| Referens: INSEE |